# Берсерк: Златната ера (аниме филми)
„Берсерк: Златната ера“ (на японски: ベルセルク 黄金時代篇 Берусеруку Огон Джидаи-хен) е японска трилогия от аниме филми, излъчвани между 2012 и 2013 г., които са адаптация на мангата Берсерк, написано от Кентаро Миура. Трилогията служи като римейк на сериала от 1997 година, като към края си третият филм надминава първия сериал и адаптира нови части от мангата. В трите филма – „Яйцето на краля“, „Битката за Долдри“ и „Пришествието“ се използва компютърна анимация, въпреки че на места са смесени с двуизмерни ефекти, които наподобяват сериала. Филмите адаптират втората част от мангата „Златна ера“ и си имат продължение под формата на сериал Берсерк (аниме сериал, 2016).

## Герои и актьорски състав
| Герой             | Японско озвучение  | Английско озвучение |
| ----------------- | ------------------ | ------------------- |
| Гатс              | Хироаки Иуанага    | Марк Дирейсън       |
| Грифит / Фемто    | Такахиро Сакураи   | Кевин Т. Колинс     |
| Каска             | Тоа Юкинари        | Кери Керънън        |
| Рикърт            | Минако Котобуки    | Мишел Нюман         |
| Джудо             | Юки Каджи          | Кристофър Кромър    |
| Пипин             | Такахиро Фуджиуара | Патрик Сайц         |
| Коркус            | Йоширо Мацумото    | Дъг Ерхолц          |
| Гастон            | Казуки Яо          | Шон Скиймъл         |
| Кралят на Мидланд | Нобуюки Кацуке     | Кристофър Кори Смит |
| Шарлът            | Аки Тойосаки       | Джи Кей Бауес       |
| Ерика             | Аяна Такетацу      | Мишел Медлин        |
| Адон Коборлуиц    | Рикия Койама       | Майк Полок          |
| Сълат             | Юичи Накамура      | Джей Би Блан        |
| Гамбино           | Ясунобу Иуата      | Ръсел Наш           |
| Черепен Рицар     | Акио Оцука         | Джеймисън Прайс     |
| Безсмъртния Зод   | Кента Мияке        | Дж. Дейвид Бримър   |
| Празнотата        | Шинджи Огауа       | Джон Авнър          |
| Слан              | Миюки Сауаширо     | Си Ел Джоунс        |
| Юбик              | Чафурин            | Лиам О'Браян        |
| Конрад            | Току Нишио         | Шон Скиймъл         |

## Филми
| № | Заглавие | Премиера           |
| - | --- | ------------------ |
| 1 | Берсерк: Златната Ера I – Яйцето на краля (ベルセルク 黄金時代篇I 覇王の卵) „Берусеруку Огон Джидаи-хен: Уан хао но тамаго“             | 4 февруари 2012 г. |
| 2 | Берсерк: Златната Ера II – Битката за Долдри (ベルセルク 黄金時代篇II ドルドレイ攻略) „Берусеруку Огон Джидаи-хен: Цу Дорудореи коряку“ | 23 юни 2012 г.     |
| 3 | Берсерк: Златната Ера III – Пришествието (ベルセルク 黄金時代篇III 降臨) „Берусеруку Огон Джидаи-хен: Сури корин“                       | 1 февруари 2013 г. |